# Oncopodiella hungarica
Oncopodiella hungarica är en svampart som beskrevs av Révay 1995. Oncopodiella hungarica ingår i släktet Oncopodiella, divisionen sporsäcksvampar och riket svampar.   Inga underarter finns listade i Catalogue of Life.